# Lillianes
Lillianes (walserdeutsch Elljini) ist eine norditalienische Gemeinde mit 412 Einwohnern (Stand 31. Dezember 2023) im Aostatal. Lillianes ist Mitglied der Unité des Communes valdôtaines Mont-Rose und liegt nahe dem Eingang zum Lystal, einem Seitental des Aostatals. Die Gemeinde besteht aus den Ortsteilen Chessun, Chessun Vieux, Chichal, Praz, Rouby, Fey, They, Court, Foby, Tournoun, Suc, Lazé, Bonnesheures, Barmetta, Barbiaz, Salé, Las, Toux, Coeurtes, Fangeas, Vérigoz, Mattet, Costey, Parte-Joux, Grange, Choulére, Moler, Tetoun, Sassa, Moliné, Pines, Sénéchaz, Russy, Vallomy, Montcervier, Rive, Piatta, Pérapianaz, Traversagn, Duzeré, Mirioux, Verfey, Riasseu, Berlechuz und Couleura.